# Cleome trollii
Cleome trollii är en paradisblomsterväxtart som beskrevs av Adolf Ernst. Cleome trollii ingår i släktet paradisblomstersläktet, och familjen paradisblomsterväxter. Inga underarter finns listade i Catalogue of Life.